# Джон Пейнтсіл
Джон Пе́йнтсіл (англ. John Paintsil; нар. 15 червня 1981, Берекум, Гана) — колишній ганський футболіст. Виступав на позиції захисника. Виступав у складі збірної Гани.

## Досягнення
- Бронзовий призер Кубка африканських націй: 2008

«Маккабі» Тель-Авів
- Чемпіон Ізраїлю: 2002—2003

«Хапоель» Тель-Авів
- Володар кубка Ізраїлю: 2006

«Фулхем»
- Ліга Європи
  - Фіналіст: 2009—2010